# Ken McGregor

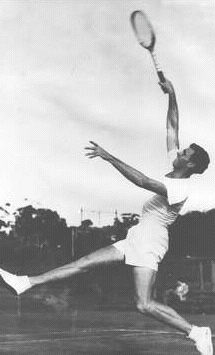
Ken McGregor slår en smash.

Kenneth Bruce "Ken" McGregor, född 2 juni 1929 i Adelaide, South Australia, död 1 december 2007 i Adelaide, South Australia, var en australisk högerhänt tennisspelare. McGregor var en av världens tio bästa amatörspelare 1950-52 och rankades som världstrea 1952. Han vann under sin amatörkarriär nio Grand Slam (GS)-titlar, av vilka en i singel, sju i dubbel och en i mixed dubbel. I dubbel vann han tillsammans med landsmannen Frank Sedgman en "äkta Grand Slam" (1951). 
McGregor blev professionell spelare 1953. Han upptogs 1999 i International Tennis Hall of Fame.

## Tenniskarriären
McGregor vann sin första GS-titel 1950 i mixed dubbel i Amerikanska mästerskapen, då han tillsammans med amerikanskan Margaret duPont finalbesegrade paret Frank Sedgman (Australien)/Doris Hart (USA). Landsmannen Frank Sedgman blev sedan hans flerfaldige dubbelpartner, med vilken han vann alla sina sju GS-dubbeltitlar. År 1950 spelade han och Sedgman herrdubbel i Wimbledonmästerskapen. Paret förlorade där i kvartsfinalen mot Budge Patty/Tony Trabert med rekordsiffrorna 6-4, 31-29, 7-9, 6-2, vilket innebar att matchen avgjordes först efter 90 spelade game. 
År 1951 vann paret McGregor/Sedgman en äkta Tennisens Grand Slam, vilket innebär att de segrade i alla fyra GS-turneringar det året. Säsongen därpå var de båda ytterst nära att upprepa bedriften, men föll i finalen i Amerikanska mästerskapen, den sista av årets GS-turneringar. 
År 1951 var McGregor uppe i singelfinal i Wimbledonmästerskapen, som han dock förlorade mot amerikanen Dick Savitt (4-6, 4-6, 4-6). Säsongen därpå, 1952, vann McGregor singeltiteln i Australiska mästerskapen genom att i finalen besegra Frank Sedgman i en mycket jämn match (7-5, 12-10, 2-6, 6-2). 
Ken McGregor deltog i det australiska Davis Cup-laget 1950-52. Laget spelade slutfinal (Challenge Round)  mot USA 1950. Australierna vann med 4-1 vilket innebar att de återtog Cup-titeln, som de innehade senast 1939. Laget, med McGregor, segrade även de två följande säsongerna. Totalt spelade McGegor nio DC-matcher, av vilka han vann sex.

## Spelaren och personen
Ken McGregor var en skicklig tennisspelare, framför allt i dubbelspel där han nådde sina största framgångar. Hans spel kännetecknades av en "våldsam" serve och en mycket effektiv volley. Hans smash ansågs vara en av världens allra främsta. 
Han är också känd som en bra utövare av sporten australisk fotboll (på engelska "Australian Rules football"), vilken spelas mellan två 18-mannalag med en oval boll på en oval plan.

## Grand Slam-titlar
- Australiska mästerskapen
  - Singel -1952
  - Dubbel - 1951, 1952
- Franska mästerskapen
  - Dubbel - 1951, 1952
- Wimbledonmästerskapen
  - Dubbel - 1951, 1952
- Amerikanska mästerskapen
  - Dubbel - 1951
  - Mixed dubbel - 1950